# Liste der Baudenkmale in Lebusa
In der Liste der Baudenkmale in Lebusa sind alle Baudenkmale der brandenburgischen Gemeinde Lebusa und ihrer Ortsteile aufgelistet. Grundlage ist die Veröffentlichung der Landesdenkmalliste mit dem Stand vom 31. Dezember 2023. Die Bodendenkmale sind in der Liste der Bodendenkmale in Lebusa aufgeführt.

## Baudenkmale in den Ortsteilen
In den Spalten befinden sich folgende Informationen:
- ID-Nr.: Die Nummer wird vom Brandenburgischen Landesamt für Denkmalpflege vergeben. Ein Link hinter der Nummer führt zum Eintrag über das Denkmal in der Denkmaldatenbank. In dieser Spalte kann sich zusätzlich das Wort Wikidata befinden, der entsprechende Link führt zu Angaben zu diesem Denkmal bei Wikidata.
- Lage: die Adresse des Denkmales und die geographischen Koordinaten. Link zu einem Kartenansichtstool, um Koordinaten zu setzen. In der Kartenansicht sind Denkmale ohne Koordinaten mit einem roten beziehungsweise orangen Marker dargestellt und können in der Karte gesetzt werden. Denkmale ohne Bild sind mit einem blauen bzw. roten Marker gekennzeichnet, Denkmale mit Bild mit einem grünen beziehungsweise orangen Marker.
- Bezeichnung: Bezeichnung in den offiziellen Listen des Brandenburgischen Landesamtes für Denkmalpflege. Ein Link hinter der Bezeichnung führt zum Wikipedia-Artikel über das Denkmal.
- Beschreibung: die Beschreibung des Denkmales
- Bild: ein Bild des Denkmales und gegebenenfalls einen Link zu weiteren Fotos des Baudenkmals im Medienarchiv Wikimedia Commons

### Freileben
| ID-Nr.                           | Lage                      | Bezeichnung                                                      | Beschreibung | Bild                                                             |
| -------------------------------- | ------------------------- | ---------------------------------------------------------------- | --- | ---------------------------------------------------------------- |
| 09135619                         | Amselweg 1 (Lage)         | Zentralschule mit Garten                                         | | Zentralschule mit Garten                                         |
| 09135616                         | Zum Buchengrund 14 (Lage) | Wohnstallhaus                                                    | | BW                                                               |
| 09135617                         | Weidmannsruh 1 (Lage)     | Gutsförsterei, bestehend aus zwei Wohnhäusern und einem Backhaus | Die Gutsförsterei gehörte früher zum Rittergut Lebusa. Das linke Wohnhaus wurde Anfang des 19. Jahrhunderts erbaut. Es ist ein Fachwerkhaus mit einem Krüppelwalmdach. Im rechten Wohnhaus wohnte der Förster, es wurde wahrscheinlich zur gleichen Zeit wie das andere Wohnhaus erbaut. Es ist ein Fachwerkhaus mit einem Krüppelwalmdach. Auf dem Hof steht ein Backofen, es ist ein niedriger Ziegelbau mit einem Satteldach. Erbaut wurde das Backhaus um 1900. | Gutsförsterei, bestehend aus zwei Wohnhäusern und einem Backhaus |
| 09136358 Teilobjekt zu: 09135617 | Weidmannsruh 1 (Lage)     | Wohnhaus                                                         | | BW                                                               |
| 09136359 Teilobjekt zu: 09135617 | Weidmannsruh 1 (Lage)     | Wohnhaus                                                         | | BW                                                               |
| 09136360 Teilobjekt zu: 09135617 | Weidmannsruh 1 (Lage)     | Backhaus                                                         | | BW                                                               |

### Körba
| ID-Nr.                           | Lage                   | Bezeichnung                                                                                  | Beschreibung | Bild                                                                                         |
| -------------------------------- | ---------------------- | -------------------------------------------------------------------------------------------- | --- | -------------------------------------------------------------------------------------------- |
| 09135205                         | Lindenstraße 11 (Lage) | Alter Gasthof mit zugehörigem Saalbau                                                        | Der Gasthof wurde um 1870 erbaut. Es ist ein zweigeschossiger, traufständige Bau mit einem Krüppelwalmdach. Das Haus hat sieben Achsen, in der mittleren Achse befindet sich der Eingang. Der Saalbau wurde im Frühjahr 2014 abgerissen. | Alter Gasthof mit zugehörigem Saalbau                                                        |
| 09135949 Teilobjekt zu: 09135205 | Lindenstraße 11 (Lage) | Saalbau                                                                                      | Der Saalbau befand sich hinter dem Gasthaus. Er wurde am 5. April 2014 abgerissen. | BW                                                                                           |
| 09135204 Wikidata                | Lindenstraße 19 (Lage) | Dorfkirche                                                                                   | Die evangelische Kirche wurde in der zweiten Hälfte des 13. Jahrhunderts errichtet. Der Dachturm wurde später errichtet, die Wetterfahne trägt das Datum 1784. Im Inneren eine Taufe aus Sandstein aus dem Jahre 1606.                   | weitere Bilder                                                                               |
| 09135893 Teilobjekt zu: 09135204 | Lindenstraße 19 ()     | Glocke                                                                                       | | ein Bild hochladen                                                                           |
| 09135894 Teilobjekt zu: 09135204 | Lindenstraße 19 ()     | Glocke                                                                                       | | ein Bild hochladen                                                                           |
| 09135995                         | Lindenstraße 31 (Lage) | Gehöft, bestehend aus Wohnhaus, zwei Wirtschaftsgebäuden und Scheune sowie Hofpflasterung    | | BW                                                                                           |
| 09135996 Teilobjekt zu: 09135995 | Lindenstraße 31 ()     | Wohnhaus                                                                                     | | ein Bild hochladen                                                                           |
| 09135997 Teilobjekt zu: 09135995 | Lindenstraße 31 ()     | Stall                                                                                        | | ein Bild hochladen                                                                           |
| 09135998 Teilobjekt zu: 09135995 | Lindenstraße 31 ()     | Stall & Auszüglerhaus                                                                        | | ein Bild hochladen                                                                           |
| 09135999 Teilobjekt zu: 09135995 | Lindenstraße 31 ()     | Scheune                                                                                      | | ein Bild hochladen                                                                           |
| 09135674                         | Ziegeleiweg (Lage)     | Ziegelei Otto Denkel, bestehend aus Brennofen, Kohleschuppen, Maschinenhaus, Trockenschuppen | | Ziegelei Otto Denkel, bestehend aus Brennofen, Kohleschuppen, Maschinenhaus, Trockenschuppen |
| 09136397 Teilobjekt zu: 09135674 | Ziegeleiweg ()         | Ziegelofen                                                                                   | | ein Bild hochladen                                                                           |
| 09136398 Teilobjekt zu: 09135674 | Ziegeleiweg ()         | Schuppen                                                                                     | | ein Bild hochladen                                                                           |
| 09136399 Teilobjekt zu: 09135674 | Ziegeleiweg ()         | Maschinenhaus                                                                                | | ein Bild hochladen                                                                           |
| 09136400 Teilobjekt zu: 09135674 | Ziegeleiweg ()         | Trocknungsschuppen                                                                           | | ein Bild hochladen                                                                           |

### Lebusa
| ID-Nr.                           | Lage                       | Bezeichnung                                             | Beschreibung | Bild                                                    |
| -------------------------------- | -------------------------- | ------------------------------------------------------- | --- | ------------------------------------------------------- |
| 09135211                         | Dorfstraße (Lage)          | Dorfkirche mit Silbermannorgel                          | Die evangelische Kirche wurde von 1725 bis 1727 errichtet. Äußerlich wurde die Kirche 1992 restauriert. Das Innere ist aus der Bauzeit, wie der Kanzelaltar und die Orgel von Silbermann. In den Logenanbauten befinden sich Kachelöfen mit Fayencen aus Meißen. Architekt der Kirche war vermutlich Matthäus Daniel Pöppelmann. | weitere Bilder                                          |
| 09135848 Teilobjekt zu: 09135211 | Dorfstraße (Lage)          | Orgel                                                   | Der Orgelbauer war Gottfried Silbermann aus Freiberg. | Orgel                                                   |
| 09135897 Teilobjekt zu: 09135211 | Dorfstraße (Lage)          | Glocke                                                  | | BW                                                      |
| 09135898 Teilobjekt zu: 09135211 | Dorfstraße (Lage)          | Glocke                                                  | | BW                                                      |
| 09135899 Teilobjekt zu: 09135211 | Dorfstraße (Lage)          | Glocke                                                  | | BW                                                      |
| 09135209                         | (Lage)                     | Schloss mit Parkanlage                                  | Das Schloss geht auf eine Wasserburg aus dem 16. Jahrhundert zurück. Das jetzige Schloss wurde bis 1856 erbaut. Das Schloss brannte 1910 ab und wurde danach verändert und neu ausgestattet. Der Park ist nach 1869 entstanden.                                                                                                  | weitere Bilder                                          |
| 09136235 Teilobjekt zu: 09135209 | (Lage)                     | Schlosspark                                             | | Schlosspark                                             |
| 09135212                         | (Lage)                     | Bockwindmühle                                           | Die Bockwindmühle 1686 errichtet und 1897 stark verändert. Restauriert wurde die Mühle von 1978 bis 1979. | weitere Bilder                                          |
| 09135646                         | Dorfstraße 19 (Lage)       | Wohnstallhaus eines Handwerkers mit Vorgarten           | | Wohnstallhaus eines Handwerkers mit Vorgarten           |
| 09135628                         | Dorfstraße 66 (Lage)       | Pfarrhaus mit Oberlaubenstall                           | | Pfarrhaus mit Oberlaubenstall                           |
| 09136366 Teilobjekt zu: 09135628 | Dorfstraße 66 (Lage)       | Pfarrhaus                                               | | BW                                                      |
| 09136367 Teilobjekt zu: 09135628 | Dorfstraße 66 (Lage)       | Stall                                                   | | BW                                                      |
| 09135667                         | Dorfstraße 104, 105 (Lage) | Mehrfamilienhäuser                                      | | Mehrfamilienhäuser                                      |
| 09136387 Teilobjekt zu: 09135667 | Dorfstraße 104 (Lage)      | Wohnhaus                                                | | BW                                                      |
| 09136388 Teilobjekt zu: 09135667 | Dorfstraße 105 (Lage)      | Wohnhaus                                                | | BW                                                      |
| 09135578                         | Schliebener Weg (Lage)     | Getreidespeicher des Wirtschaftshofs von Schloss Lebusa | | Getreidespeicher des Wirtschaftshofs von Schloss Lebusa |
| 09135728                         | Schulstraße 60 (Lage)      | Schule                                                  | Die ehemalige Schule wurde 1910 erbaut. Es ist ein zweigeschossiger, traufständiger Bau mit einem Satteldach. Die Fassade ist durch rote Ziegelsteine gegliedert. | Schule                                                  |

### Striesa
Striesa wurde 1376 das erste Mal erwähnt. Ab dem 15. Jahrhundert war Striesa Lehngut der Familie von Dransdorf. Am Ende des Dreißigjährigen Krieges wurde das Dorf zerstört. Die Kirche im Dorf wurde möglicherweise Anfang des 19. Jahrhunderts abgerissen. Im Jahre 1838 brannte das Rittergut ab. 1950 wurde das Dorf nach Freileben eingemeindet.
| ID-Nr.                           | Lage   | Bezeichnung                                            | Beschreibung | Bild                                                   |
| -------------------------------- | ------ | ------------------------------------------------------ | --- | ------------------------------------------------------ |
| 09135966                         | (Lage) | Barocker Grabstein und Glockenturm mit Glocke von 1517 | Der Grabstein wurde für Louisa Agnisa Sabina Freifrau von Imhoff geborene Dransdorf aufgestellt, sie ist im Jahre 1774 gestorben. Der Grabstein ist aus Sandstein, auf ihm befinden sich ein Inschriftenfeld, Engelsköpfe und Rocaillen. Der Glockenturm wurde 1936 errichtet, die Glocke wurde 1517 gegossen. | Barocker Grabstein und Glockenturm mit Glocke von 1517 |
| 09135967 Teilobjekt zu: 09135966 | (Lage) | Glockenturm                                            | | Glockenturm                                            |
| 09135968 Teilobjekt zu: 09135966 | (Lage) | Glocke                                                 | | BW                                                     |